# Plompaertmolen
De Plompaertmolen was een watermolen op de Stiemerbeek te Diepenbeek, gelegen aan de Plompaertstraat 29.
Deze onderslagmolen fungeerde als korenmolen en als hennepbraakmolen.
Al voor 1775 was er sprake van een watermolen op deze plaats. Het was aanvankelijk een dubbelmolen: tegenover de korenmolen stond een braakmolen. In 1862 werd de molen gekocht door Guillaume de Corswarem, een adellijke rentenier uit Hasselt. Hij liet de braakmolen slopen, zodat nog slechts de korenmolen bleef.
In 1957, toen het gebouw vergroot werd, was de molen al niet meer in werking. De bedding van de beek was verlegd en het rad stond droog. Het rad verdween, het molengebouw werd na 1981 gerenoveerd, waarbij het asgat werd dichtgemetseld en een molensteen in de zijmuur werd gemetseld. Verder is niet veel van de oorspronkelijke functie meer bewaard gebleven.